# Calycellina
Calycellina Höhn. – rodzaj grzybów z typu workowców (Ascomycota).

## Systematyka i nazewnictwo
Pozycja w klasyfikacji według Index Fungorum: Hyaloscyphaceae, Helotiales, Leotiomycetidae, Leotiomycetes, Pezizomycotina, Ascomycota, Fungi.
Takson utworzył w 1918 roku Franz von Höhnel. Synonimy:
- Phialina Höhn.
- Phialoscypha Raitv.
- Scutoscypha Graddon
- Setoscypha Velen[2].

Gatunki występujące w Polsce:
- Calycellina lachnobrachya (Desm.) Baral 1985[3]
- Calycellina leucella (P. Karst.) Dennis ex E. Müll. 1977
- Calycellina microspis (P. Karst.) Dennis 1989[4]
- Calycellina punctata (Fr.) Lowen & Dumont 1984[4]
- Calycellina populina (Fuckel) Höhn. 1926[3]
- Calycellina separabilis (P. Karst.) Baral 2020[4]
- Calycellina ulmariae (Lasch) Korf 1982

Nazwy naukowe na podstawie Index Fungorum.